# Calaméo
Calaméo est un service en ligne qui permet la conversion de documents en publications numériques.
Calaméo permet également aux utilisateurs d'intégrer des éléments multimédia (vidéos, extraits sonores, animations interactives) à l'intérieur de leurs publications,,,.

## Histoire
La société a été fondée en janvier 2008 par Mathieu Quisefit et Jean-Olivier de Bérard. Le service s'ouvre au grand public en avril 2008.
En juin 2010, Calaméo lance une fonctionnalité permettant d'héberger soi-même les publications sur un cédérom ou une clé USB [réf. nécessaire].
En mars 2011, Calaméo ajoute la possibilité de lire les publications sur smartphones et tablettes.
Calaméo fournit une plateforme de diffusion de publications numériques à de nombreux éditeurs comme Hachette Livre, Vuibert, Magnard ainsi qu'au quotidien sportif Le Buteur (El heddaf-El malaib) et au magazine français DMGolf.
Le 8 octobre 2014, Calaméo change son design et sa charte graphique.

## Formats supportés
Calaméo permet de convertir les formats suivants :
- Portable Document Format (.pdf)
- Microsoft Word (.doc, .docx)
- Microsoft PowerPoint (.ppt, .pps, .pptx)
- Microsoft Excel (.xls, xlsx)
- LibreOffice Texte (.odt, .sxw)
- LibreOffice Présentation (.odp, .sxi)
- LibreOffice Feuille de calcul (.ods, .sxc)
- Tous les formats OpenDocument
- Texte seul (.txt)
- Rich Text Format (.rtf)

## Langues
Le site Internet et le lecteur de publications sont disponibles dans les langues suivantes :
- français ;
- anglais ;
- allemand ;
- espagnol ;
- italien ;
- portugais ;
- russe.